# 兄弟船
「兄弟船」（きょうだいぶね）は、1982年8月25日に発売された鳥羽一郎のデビューシングルで、鳥羽の代表曲である。

## 解説
「海の男」をテーマにした歌で、漁師の兄弟の思いがつづられている。オリコンチャートでは約29万枚、累計売上はミリオンセラーを記録した。
1981年に北海道日刊スポーツ新聞社が主催した北海道限定の歌詞コンクールで佳作となった一般応募作品が元となっている。船村が曲をつけ、鳥羽がデビュー曲として歌うことが決定したものの、北方領土について書かれた部分が問題視されたため、審査委員長の星野が全面的に書き換えたものがリリースされた。鳥羽は現在も公演において元の歌詞で歌うことがある。
シングルのジャケット写真は、プロのカメラマンではなく素人が撮影したものを使用していた。
同曲のロング・ヒットで、鳥羽は翌1983年の全日本有線放送大賞上半期奨励賞・新人賞などを受賞した。1985年の「第36回NHK紅白歌合戦」に念願の初出場を果たし、その後も紅白歌合戦では合計7回歌唱披露した。

## 収録曲
- 両楽曲共に、作曲：船村徹／編曲：丸山雅仁

1. 兄弟船（3分36秒）
作詞：星野哲郎
2. 羅針盤（2分56秒）
作詞：能勢英男

## カバー
- 藤圭子 - アルバム『蝶よ花よと』に収録。（1984年）